# Beameromyia insulara
Beameromyia insulara là một loài ruồi trong họ Asilidae. Beameromyia insulara được Martin miêu tả năm 1957. Loài này phân bố ở vùng Tân nhiệt đới.